# Grube Philippseck
Die Grube Philippseck (auch Grube Münsterbergkh oder Bleikaute) war ein Silber-, Kupfer- und Blei-Bergwerk bei Münster am Ostrand des Taunus. Abgebaut wurden überwiegend Bleiglanz, Kupferkies und Tennantit. Sie war nach der benachbarten Grube Silbersegen eine der bedeutendsten Gruben in der Region Osttaunus. Sie bestand vor 1459 und wurde in den 1930er Jahren nach langen Betriebspausen endgültig stillgelegt.

## Geschichte

### Blütezeit bis in das 16. Jahrhundert
Die Grube war bereits vor 1459 in Betrieb. Im Jahre 1517 verlieh die Landgräfin Anna den „Münsterbergkh“ an eine Gewerkschaft, bestehend aus „Pastor Johann Weissze aus Burken, den Bürgermeister Gernant Schwankhern aus Butzbach, an Michael Kythusen aus Bleichen Gerlachen, Erhart Weniprenner aus Straßburg, Johann Schmalkalder aus Marburg, einen Mann namens Mollerhenn aus Niederweisel und an die Vogtin Bornner aus Osthofen bei Worms“. Die Gewerkschaft führte bereits Tiefbau aus und um 1572 wurde eine dem Bergwerk zugehörige Schmelzhütte bei Münster dokumentiert, die von Wolf Wenix errichtet worden war.

### Neubeginn im 17. Jahrhundert
Innerhalb der nachfolgenden 40 Jahre wurde der Bergbaubetrieb vorübergehend stillgelegt und die Schmelzhütte in eine Malmühle umgebaut. Erst 1616 gibt es neue Informationen: Unter dem Landgrafen Philipp III. als Grubenbesitzer ersucht Hans Münch aus Frankenberg um die erneute Aufnahme des Betriebes. Es gibt bereits einen weiteren Interessenten für die vermuteten reichen Kupfervorkommen: Caspar Fischer aus Weilmünster. Landgraf Moritz unterstützt die Wiederaufnahme und bietet an, den ehemaligen Steiger Hans Rudolf von den Richelsdorfer Gruben bei Iba als Unterstützung zu entsenden. Nach Beratung mit Graf Ludwig von Leiningen veranlasste Landgraf Philipp III. ab 1625 das Vorantreiben eines Stollens in südlicher Richtung, um den alten Schacht zu erreichen und somit den beständig eindringenden Wassermassen Herr zu werden.
Im Jahr 1627 wurden Proben der abgebauten Erze nach Clausthal gebracht, um sie vom anerkannten Oberbergmeister Illing analysieren zu lassen. Er bescheinigte eine gute Qualität. Diese positiven Ergebnisse motivierten den Grubenbesitzer Landgraf Philipp III. zu weiteren Untersuchungen. Weitere Erzproben wurden entnommen und von der Gräfin von Waldeck nach Kassel gebracht. Die Erzanalyse fällt derartig positiv aus, dass davon ausgegangen werden muss, dass die Erzproben bei dem Transport manipuliert wurden. Landgraf Philipp III. ordnete deshalb an, bei allen Erztransporten besondere Vorsicht walten zu lassen, damit unterwegs keine Erze entnommen oder hinzugefügt werden. Die große Bedeutung der Grube Philippseck für den Landgrafen Philipp II. lässt sich auch durch eine vergoldete Tafel im Schloss Philippseck ablesen, die zumindest bis 1737 im Schloss hing:

„Im Tausend sechshundert zwanzig fünften Jahr

Nahm Landgraf Philipps zu Hessen war

des Gehbergs, bawt drauff Philippseck

zum Pestfluchthaus und zum Bergwerk.

Gott schütze gnädig und bewahr

Ihr fürstlich Gnade diß Haus vor Gefahr.“

### Aktivität im 18. Jahrhundert

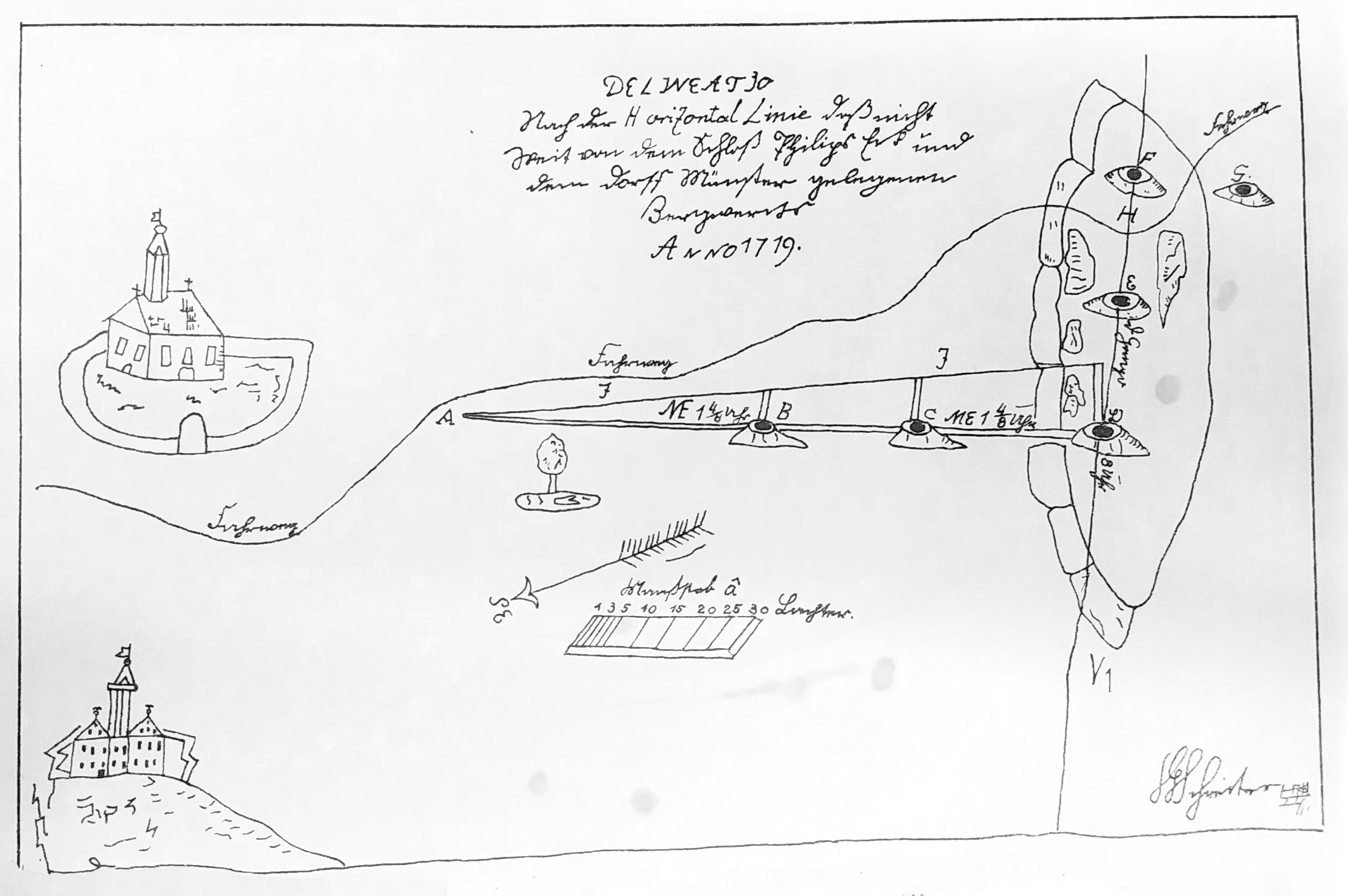
Grubenplan von 1719. Älteste bekannte Grubenkarte in Hessen. Karte ist nicht genordet, Nordpfeil in Bildmitte.

Das Bergwerk bestand aus einem Stollen mit Tagesschacht und zwei Lichtlöchern. Zudem gab es Schächte unabhängig vom Stollen. Ein Grubenriss von 1719 dokumentiert die Situation des bereits wieder stillgelegten Bergwerks. Dieser Plan der Grube ist der älteste erhaltene Grubenplan aus Hessen, älter ist nur die eher bildhafte Darstellung der Grube Silbersegen aus 1544.
Der den  historischen Grubenplan beschreibende Originaltext ist folgender:
- A ist des Stollens Horizontale oder Sohle gefasset und gegen den Gang durchs Quergestein 118-1/8 Lachter 3 Zoll bis unter den Schacht D getrieben worden, alwo die Segertruße oder perpendicularlinie 12-1/2 Lachter 8 Zoll beträgt.
- B Allhier ist das erste Lichtloch auf den Stollen gewesen, die perpendicularlinie thut 5-6/8 Lachter 5 Zoll. Die Distanz von dem Punkt A ist 55 Lachter.
- C Ist das 2. Lichtloch gewesen, dessen perpendicularlinie bis auf den Stollen erträgt 9-1/4 Lachter 1 Zoll. Von A bis hierher 83-1/8 Lachter 2 Zoll.
- D Ist ein Tag Schacht gewesen, auf welchen der Stollen gerichtet, und damit er ganz ersunken worden, ist tief 12-1/2 Lachter 8 Zoll. Er ist auch der punctal, wo der Stollen an den Gang gekommen und seine größte Teufe einbringet, die Distanz von Punkt A bis hierhin ist wie oben bereits gedacht, 118-1/8 Lachter 3 Zoll.
- E Ist noch ein Tag- und Förderschacht, so ebenfalls auf den Gang abgesunken worden, stehet in gleicher Teufe mit dem Schacht D. Die Distanz 24 Lachter.
- F Der 3. Schacht, so in gerader Linie mit den Schächten D und E auf dem Gang stehet, aber dem Ansehn nach nicht bis dahin abgesunken worden.
- G Ist der dasige 4. Schacht, so 20 Lachter weiter als vorige Schächte im Hangenden stehet, und also dem Augenschein nach gleichfalls nicht bis auf den Gang abgesunken worden.
- H Ist des dasigen Gangs Streichen, aus Abend in Morgen, mit der Stunde des Compasses 8 Uhr. Hat sein Ausgehendes gegen Mitternacht, das Fallen gegen Mittag.
- I Ist die Linea Hpothenußa oder das eigentliche Steigen des Berges von Punkt A bis D.

1767 wurde die Grube neu verliehen, „Kabinetts-Sekretarius Schwanitz und Stallmeister Susewindt“ dienten wahrscheinlich als Strohmann für den Prinzen von Braunfels. Ein neuer Schacht wurde bis auf 40 m abgeteuft. Wegen stark zusetzender Wassermassen wurde dieser Bergbauversuch bald aufgegeben.
Erst 13 Jahre später ist ein erneuter Abbauversuch bekannt, das Bankhaus Bethmann lässt einen Stollen vorantreiben, der 17,5 m Teufe erreichte.

### Industrialisierung im 19. Jahrhundert

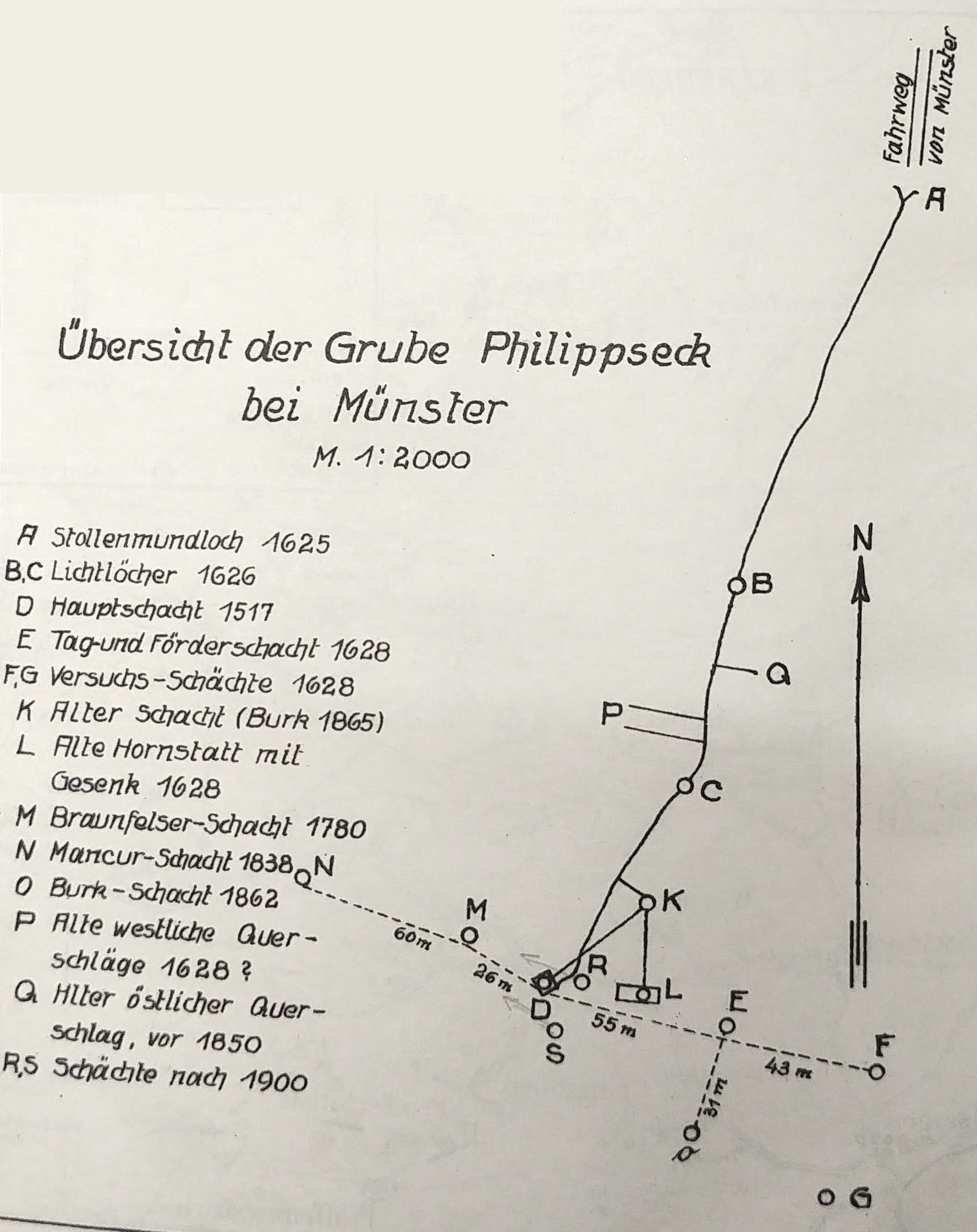
Grubenplan 1936 mit Verlauf des Stollens und Lage der Schächte

Im Jahr 1838 erfolgte die Übernahme durch die German Mining Co. unter Henry Mancur. Die Grube wurde unter dem Namen Bleikaute verliehen, der Betrieb aber bereits 1839 wieder aufgegeben. Nach zwei Jahren Stillstand wurde die Grube an Oberförster Rau aus Cleeberg verliehen, der jedoch weniger an den Erzen, sondern am rauben des Grubenholzes interessiert war.
In den folgenden Jahrzehnten gab es mehrere Versuche, den Abbau wieder aufzunehmen, so beispielsweise 1865 durch Herrn Vermesser Burk aus Butzbach, der die alten Stollen aufwältigte und einen neuen Wetterschacht abteufte. Im Jahr 1884 stürzten größere Teile der Grube ein.

### Aufgabe in den 1930er Jahren
Weitere Erkundungen gab es 1908, 1923 und in den 1930er Jahren im Rahmen der Autonomiebestrebungen der Nationalsozialisten.
Heutzutage deuten nur noch Haldenreste auf die über 500-jährige Bergbaugeschichte hin. Bergwerksgebäude sind keine mehr erhalten. Einziger baulicher Zeuge der bergbaulichen Vergangenheit ist die Bergkirche in Münster, die 1628 bis 1632 unter dem Einfluss von Landgraf Philipp III. entstand. Der ursprüngliche Kirchenbau besteht aus dem rechteckigen Chorbau mit kleinem Turm, das Langhaus datiert von 1832.

## Grubengebäude
- Karte mit allen Koordinaten:
- OSM |
- WikiMap

Die Grube besaß einen 236 m langen Stollen der 1625 angelegt worden war und durch zwei Lichtlöcher (Lage,   Lage) mit Luft versorgt wurde. Im Stollen gab es drei Querschläge. Stollenmund: Lage
Im Laufe der Jahrhunderte wurden 10 Schächte angelegt:
- Hauptschacht 1517, Teufe etwa 25 m Lage
- Im Jahr 1628 ein Förderschacht  Lage und zwei Versuchs-Schächte Lage, Lage
- 1880 der Braunfelser Schacht Lage,
- 1838 der Mancur Schacht Lage
- 1862 der Burk Schacht Lage
- 1865 der Alte Schacht Lage,
- Nach 1900 dann zwei weitere Schächte  Lage, Lage